# P. J. Fenton
Paul John „P. J.“ Fenton III. (* 26. August 1985 in Springfield, Massachusetts) ist ein ehemaliger US-amerikanischer Eishockeyspieler und derzeitiger -scout, der im Verlauf seiner aktiven Karriere zwischen 2004 und 2016 unter anderem 327 Spiele für die Heilbronner Falken, Bietigheim Steelers und den EV Landshut in der 2. Eishockey-Bundesliga bzw. DEL2 auf der Position des linken Flügelstürmers bestritten hat. Seine größten Erfolge feierte Fenton, der auch in der Deutschen Eishockey Liga (DEL) und der American Hockey League (AHL) aktiv war, im Trikot der Bietigheim Steelers mit dem zweifachen Gewinn des DEB-Pokals und dem Meistertitel der 2. Bundesliga. Sein Vater Paul war ebenfalls professioneller Eishockeyspieler und -funktionär.

## Karriere
Fenton, dessen Vater über 400 Spiele in der National Hockey League (NHL) bestritt, spielte zunächst zwischen 2004 und 2008 an der University of Massachusetts Amherst in der Hockey East, einer Division im Spielbetrieb der National Collegiate Athletic Association (NCAA). Nachdem er in seiner Rookiesaison mit 25 Punkten aus 38 Partien zu überzeugen wusste, wählten ihn die San Jose Sharks, die letzte Karrierestation seines Vaters, im NHL Entry Draft 2005 in der fünften Runde an 162. Stelle aus. Der linke Flügelstürmer verweilte jedoch noch drei weitere Spielzeiten an der Universität und sammelte dort in vier Jahren 95 Scorerpunkte in 138 Begegnungen.
Nach Beendigung des College-Spieljahres 2007/08 verpflichteten die Sharks den Stürmer und setzten ihn im restlichen Verlauf der Saison bei ihrem Farmteam, den Worcester Sharks, in der American Hockey League (AHL) ein. Auch das folgende Spieljahr verbrachte der US-Amerikaner in Worcester, musste aber zudem auch einige Spiele für die Phoenix RoadRunners, einem weiteren Kooperationspartner San Joses, in der ECHL bestreiten. In seinem ersten kompletten Profijahr brachte es Fenton in beiden Ligen auf insgesamt 66 Einsätze, in denen ihm 25 Scorerpunkte gelangen.
Da die Sharks den Vertrag mit ihm nach Ende der Saison 2008/09 nicht verlängerten, luden die Heilbronner Falken aus der 2. Bundesliga den Stürmer im August ins Trainingslager ein. Seine Leistungen verhalfen ihm schließlich dazu, dass er dort für die Spielzeit 2009/10 einen Vertrag erhielt. In der Saison 2010/11 spielte Fenton zunächst für die DEG Metro Stars in der Deutschen Eishockey Liga (DEL), die er aber nach nur wenigen Monaten und nur 19 Einsätzen wieder verließ, als er in seinem Heimatland einen Vertrag bei den Rochester Americans aus der AHL für den Rest des Spieljahres unterzeichnete. Im Sommer 2011 kehrte der US-Amerikaner wieder nach Deutschland zurück und erhielt einen Vertrag beim Zweitligisten Bietigheim Steelers. Mit den Steelers gewann Fenton in den Jahren 2012 und 2013 den DEB-Pokal sowie – ebenfalls im Spieljahr 2012/13 – die Meisterschaft der 2. Bundesliga. Nach diesem Erfolg kehrte der Stürmer zu den Heilbronner Falken in die nun unter dem Namen DEL2 firmierende zweithöchste deutsche Spielklasse zurück, verließ sie aber bereits nach einer Saison wieder und unterschrieb beim Ligakonkurrenten EV Landshut.
Nach weiteren vier Jahren in Deutschland kehrte Fenton im Frühjahr 2015 durch eine Anstellung bei den Fort Wayne Komets aus der ECHL zur Spielzeit 2015/16 in die Vereinigten Staaten zurück. Nachdem sein Vertrag jedoch kurz vor Saisonbeginn über den Waiver vom Ligakonkurrenten Evansville IceMen übernommen worden war, entschied sich Fenton zu einer erneuten Wechsel nach Europa. Er schloss sich von Ende Oktober 2015 bis Januar 2016 zunächst dem dänischen Klub Sønderjysk Elitesport aus der Metal Ligaen an, bevor er abermals nach Bietigheim in die DEL2 wechselte. Dort beendete der fast 31-Jährige im Sommer 2016 seine aktive Karriere. Fenton erhielt nach seinem Karriereende eine Anstellung als Scout bei den Edmonton Oilers aus der NHL, wo er zwei Jahre tätig war. Anschließend wechselte er in gleicher Funktion zu den Minnesota Wild, wo sein Vater zu diesem Zeitpunkt als General Manager tätig war. Auch bei den Wild arbeitete Fenton zwei Spielzeiten lang, ehe er im Sommer 2020 gemeinsam mit seinem Vater in die Organisation der Florida Panthers wechselte.

## Erfolge und Auszeichnungen
| - 2005 Hockey East All-Rookie Team - 2005 Hockey East All-Academic Team - 2012 DEB-Pokal-Gewinn mit dem Bietigheim Steelers | - 2013 DEB-Pokal-Gewinn mit den Bietigheim Steelers - 2013 Meister der 2. Bundesliga mit den Bietigheim Steelers |

## Karrierestatistik
(Legende zur Spielerstatistik: Sp oder GP = absolvierte Spiele; T oder G = erzielte Tore; V oder A = erzielte Assists; Pkt oder Pts = erzielte Scorerpunkte; SM oder PIM = erhaltene Strafminuten; +/− = Plus/Minus-Bilanz; PP = erzielte Überzahltore; SH = erzielte Unterzahltore; GW = erzielte Siegtore; 1 Play-downs/Relegation; Kursiv: Statistik nicht vollständig)